# اچ‌دی ۴۷۵۳۶
اچ‌دی ۴۷۵۳۶ یک ستاره است که در صورت فلکی سگ بزرگ قرار دارد.